# Automatización del hogar para ancianos y personas con discapacidad

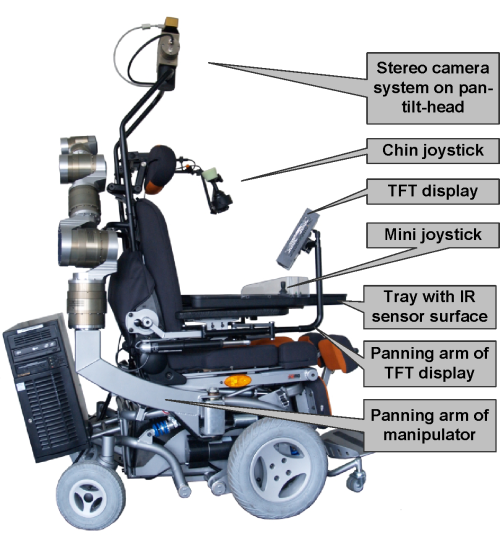
El robot de cuidados FRIEND.

La domótica asistiva, domótica para los ancianos y los discapacitados o automatización del hogar para los ancianos y los discapacitados es una parte de la domótica que se centra en hacer posible que la tercera edad y los discapacitados permanezcan en su hogar, seguros y cómodos. La domótica se está convirtiendo en una opción viable para los ancianos y discapacitados que prefieren quedarse en la comodidad de sus hogares en lugar de trasladarse a un centro de atención médica. Este campo utiliza mucha de la misma tecnología y equipo de automatización que la domótica general para la seguridad, el entretenimiento y el ahorro de la energía, pero teniendo como objetivo la situación específica en la que se encuentran las personas ancianas o discapacitadas; en especial, su sencillez de manejo, los botones grandes y adaptación a la situación del usuario

## Concepto
Al hablar de la tecnología, el CEO de Microsoft Corporation, Steve Ballmer, dijo una vez: "El beneficio número uno de la tecnología es que permite a la gente a hacer lo que ellos quieren hacer. Permite que la gente sea creativa. Permite que las personas sean productivas. Permite que las personas aprendan cosas que no creían que podían aprender antes, por lo que en cierto sentido, se trata de potencial "(BrainyQuote 2007). Del mismo modo, a través de las nuevas tecnologías, un poco de creatividad y una gran cantidad de pensamiento, hemos comenzado a producir sistemas de domótica que permiten a las personas mayores y personas con discapacidad vivir por sí mismos y cumplir con su potencial. Debido al envejecimiento de la población de los Estados Unidos, se deben tomar medidas a fin de proporcionar atención médica a los ancianos. La Oficina del Censo de Estados Unidos ha proyectado que para 2010 el 13% de la población tendrá 65 años o más (Carrillo 2005). La oficina también ha proyectado que para el 2030 habrá 9 millones de estadounidenses mayores de 85 años (Carrillo 2005). El envejecimiento de la población ha generado un gran interés por parte del Gobierno, así como líderes de la industria, hacia el desarrollo de sistemas de automatización del hogar para los ancianos. Debido a los drásticos aumentos en los costos de las instalaciones de atención de salud, más y más personas mayores están recurriendo a la automatización del hogar, un concepto conocido como "casas inteligentes", para permitirles envejecer en la comodidad de sus propios hogares. Estos sistemas hacen posible las actividades normales de la vida diaria (AVD) para los ancianos y los discapacitados, que de lo contrario no serían capaces de vivir por su cuenta. Las casas inteligentes pueden ser descritas con mayor facilidad como "un término colectivo para la tecnología de la información y comunicación en los hogares donde los componentes se comunican a través de una red local" (Carrillo 2005), es decir, una red doméstica.
Hay dos formas básicas de los sistemas de automatización del hogar para los ancianos: los sistemas de salud integrados y las redes de salud privadas. Los sistemas de salud integrados incluyen sensores y microprocesadores empotrados, muebles y ropa que recogen datos que se analizan y se puede utilizar para diagnosticar enfermedades y reconocer patrones de riesgo. Las redes de salud privadas implementan la tecnología inalámbrica para conectar dispositivos portátiles y almacenar datos en una base de datos de salud de los hogares. Debido a la necesidad de más opciones de asistencia médica para el envejecimiento de la población "hay un gran interés entre la industria y los responsables políticos en el desarrollo de estas tecnologías" (Eriksson 2002).

## Aplicación
A modo de ejemplo, un sistema que apagara una cocina eléctrica cuando se produjera un fuego estaría compuesto de:
- Detector de calor termovelocimétrico, para montarlo en el techo o la pared, con salida a relé.
- Transmisor X10 Universal[2] que estaría conectado al detector.
- Módulo X10 de control de Aparato para carril DIN. AD11 Montado en carril DIN,[3] en el cuadro de distribución eléctrico, actúa en el encendido y apagado del circuito de potencia al que se haya conectado.[4]

Cuando se produzca un cierre de contacto, el transmisor universal  mandaría una orden de apagado al AD11 para desconectar el circuito de potencia al que haya sido conectado (mediante un contactor).
Una alternativa puede ser la utilización de un temporizador que corte la electricidad a la cocina, una vez transcurrido un determinado tiempo establecido (por ejemplo, una hora) desde que se pulse el botón correspondiente. De forma similar a los teléfonos móviles y otros dispositivos para personas mayores, debe tener un único botón, que deberá ser grande y fácil de pulsar.